# Выставки изобразительного искусства Ленинграда
Выставки изобразительного искусства Ленинграда  — важная составляющая художественной и культурной жизни города на протяжении большей части XX века, своеобразный барометр состояния и тенденций развития изобразительного искусства.

## 1917—1931 гг.
Художественные выставки Петрограда—Ленинграда послереволюционных лет отражали перемены, происходившие в обществе и искусстве, попытки власти включить изобразительное искусство в систему государственных отношений, сопровождавшиеся борьбой мнений и наличием полярных взглядов по основным вопросам культурной политики.
С революцией Петроград унаследовал систему художественных выставок в том виде, как она сложилась в столице России к 1917 году. Её отличали ряд особенностей. Главными выставочными площадками были залы Академии художеств и Императорского Общества поощрения художеств (ОПХ). В отличие от ряда европейских столиц, в Петербурге—Петрограде не получили распространения частные картинные галереи со своим выставочным пространством и кругом художников. Единственным подобным заведением было художественное бюро Н. Е. Добычиной.

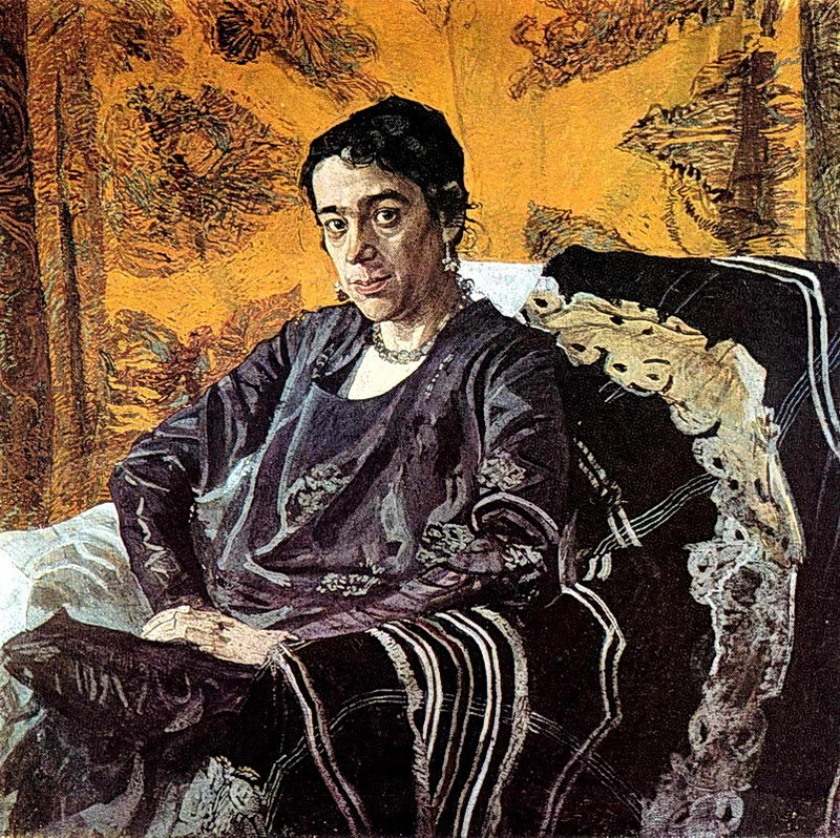
А. Головин
Портрет Н. Е. Добычиной. 1920. ГРМ

Поэтому петербургские выставки традиционно выполняли не только культурную и просветительскую функцию, но и являлись тем местом, где покупатель знакомился с новыми работами и договаривался о приобретении картин. Действовавшие в Петрограде общества художников по существу представляли собой выставочные объединения с более или менее постоянным кругом экспонентов. Крупнейшими из них на конец 1917 года были объединение «Мир искусства», «Товарищество передвижных художественных выставок», «Общество имени А. И. Куинджи», «Община художников». По мнению Д. Северюхина, «выполняя миссию посредничества между художником и покупателем, эти объединения фактически замещали собою галеристов и маршанов, которым на западноевропейском художественном рынке со второй половины XIX века принадлежала ключевая роль».
Первой выставкой, открытой в залах Общества поощрения художеств на третий день после революции и провозглашения Советской власти, стала «Первая выставка картин, этюдов и эскизов общества имени А. И. Куинджи» (до 1917 года общество не проводило самостоятельных выставок).). На выставке экспонировалось свыше 400 произведений 55 авторов, в том числе работы А. А. Рылова, И. И. Бродского, А. Д. Кайгородова, П. Д. Бучкина, А. И. Вахрамеева, А. Р. Эберлинга, М. И. Авилова и других. В декабре 1917 года во Дворце искусств (Инженерная ул., 2) открылась выставка картин «Общины художников», на ней экспонировалось свыше 680 работ 68 художников Петрограда.
Диалог новой власти с художниками налаживался трудно. В ноябре 1917 года Союз деятелей искусства, объединявший свыше 200 художественных организаций, отверг приглашение к сотрудничеству. Первыми руку советской власти протянули представители «левых». Отдел изобразительного искусства Наркомпроса в начале 1918 года возглавил Д. Штеренберг, до революции бывший членом Бунда, эмигрировавший во Францию, где познакомился с А. Луначарским. В отдел ИЗО Наркомпроса и его различные секции и коллегии, в ведении которых находились и вопросы закупок произведений, организации выставок, художественного образования, вошли В. Татлин, К. Малевич, О. Брик, В. Кандинский, С. Дымшиц-Толстая, А. Древин, Б. Королёв, Н. Удальцова и другие — преимущественно сторонники «левого фронта искусств» и центра. Они образовали довольно сильную группу, определившую на первых порах художественную политику отдела ИЗО Наркомпроса, а также Московского и Петроградского Советов. Как писал впоследствии Луначарский, это привлечение футуристов к управлению искусством было вынужденным, так как никто кроме них не шёл на сотрудничество с советами.

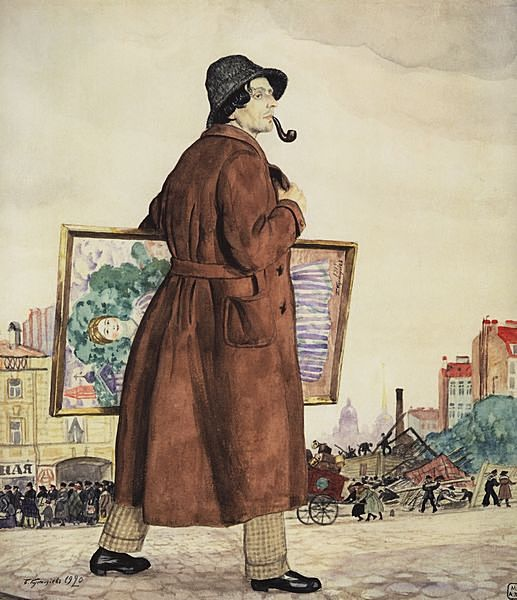
Б. Кустодиев
Портрет И. Бродского. 1920. ГРМ

По инициативе руководства ИЗО осенью 1918 года при Наркомпросе было образовано Всероссийское центральное выставочное бюро и утверждено выработанное при участии К. Малевича «Положение о выставках», в котором заявлялось о необходимости государственной монополизации и национализации выставочного дела в целях «освобождения художников от эксплуататоров» и создания «художественной культуры народа». Е. В. Логутова называет его «событием, завершившим предыдущий этап развития выставочной деятельности». Однако между политическими декларациями лидеров ИЗО Наркомпроса и реальной художественной жизнью существовала большая дистанция. Художественные выставки в Петрограде проводились согласно уставам художественных обществ, которые в свою очередь, как и до революции, регистрировались властями. Например, ещё в 1904 году Санкт-Петербургским градоначальником было издано обязательное постановление об устройстве и содержании помещений для выставок, где в 17 пунктах были детально расписаны все требования к таким помещениям. А также указывалось, что открытие для публики выставок допускается только по предварительному получении на это разрешения Городской Управы. Таким образом, задолго до 1917 года не только содержание выставок, но и их организационная деятельность ставились под контроль государства. Требования ужесточались, и найти подходящее помещение для проведения выставки становилось непросто. В этой связи задачей Всероссийского центрального выставочного бюро Наркомпроса как государственного органа было содействие проведению местных выставок, но главным образом координация и проведение юбилейных и тематических выставок общегосударственного масштаба.
В 1918 году в Петрограде открылись очередные выставки «Общество имени А. И. Куинджи», объединений «Мир искусства», «Товарищество передвижных художественных выставок», а также тематическая выставка «Русский пейзаж». Состав её участников был представителен, включая как тех, кто вскоре эмигрировал, так и
продолживших жить и работать в СССР: А. Н. Бенуа, Б. Д. Григорьев, Б. М. Кустодиев, А. Е. Карев, И. И. Бродский, А. А. Рылов, Н. И. Альтман, К. С. Петров-Водкин, З. Е. Серебрякова, А. Я. Головин, Г. С. Верейский, А. Е. Яковлев, С. Ю. Судейкин и другие.

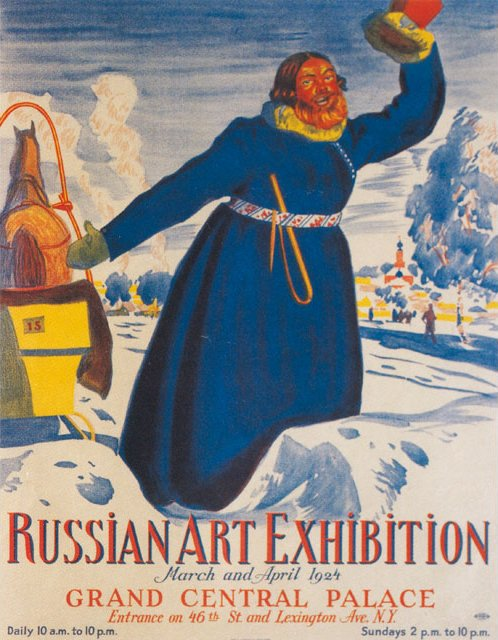
Б. Кустодиев
Афиша выставки. 1924

Весной 1919 года в семнадцати залах Зимнего дворца открылась «Первая Государственная свободная выставка произведений искусства», прообраз будущих общегородских выставок ленинградских художников. Экспонировалось свыше 1800 произведений почти 300 авторов. Выставка достаточно полно представила основные направления современного искусства и петроградские художественные общества, а также творчество художников, не входивших в объединения. Среди участников выставки были И. Е. Репин, А. Н. Бенуа, В. Д. Баранов-Россинэ, П. Н. Филонов, К. С. Петров-Водкин, Н. К. Рерих, М. З. Шагал, М. В. Добужинский, И. Я. Билибин, З. Е. Серебрякова, Б. М. Кустодиев, А. Е. Карев, И. И. Бродский, А. А. Рылов, Н. И. Альтман, М. П. Бобышов, В. Д. Замирайло, В. А. Беклемишев, М. В. Матюшин, В. С. Сварог, М. Ю. Клевер, В. И. Шухаев, А. П. Остроумова-Лебедева, Д. И. Митрохин, О. Э. Браз и другие художники. Выставка дала картину изобразительного искусства Петрограда спустя год после революции, представленных в нём направлений и стилей. А также первого опыта отражения искусством новой реальности. В дальнейшем Эрмитаж не использовался для проведения выставок современного ленинградского искусства. Для этих целей предоставлялись залы Русского музея и Музея города (бывший Аничков дворец).
В 1920 году круг художественных объединений Петрограда пополнило новое «Общество художников-индивидуалистов», его первая выставка прошла в 1921 году. Среди экспонентов первых выставок были художники П. П. Болотов, И. И. Бродский, И. А. Вельц, П. И. Волков, П. И. Геллер, Ю. Ю. Клевер, А. В. Маковский, К. Е. Маковский, П. С. Наумов, К. С. Петров-Водкин, С. В. Приселков, С. Я. Шишмарев, И. Ф. Шультце и другие. Последняя восьмая выставка общества открылась в 1929 году в Музее города (бывший Аничков дворец). В 1923 году в Петрограде открылся филиал АХРР, его возглавил Н. И. Дормидонтов. Первая выставка членов АХРР открылась в 1924 году.
В 1923 году а залах Академии художеств открылась выставка картин художников Петрограда всех направлений за 1918—1923 годы, первая после 1919 года общегородская выставка. В ней участвовали члены «Общества имени А. И. Куинджи», «Общества художников-индивидуалистов», «Общины художников», «Мира искусства», «Товарищества передвижных художественных выставок», «Око», «Группы 16», «УНОВИС», «Зорвед», Пролеткульта, «Группы новых течений в искусстве», а также отдельные художники, не принадлежащие к обществам. Экспонировалось свыше 1600 произведений 263 авторов. Выставка представила работы художников за послереволюционный период, отразила новую расстановку сил в искусстве, позволила обобщить первый опыт решения искусством новых задач.
Крупнейшими ленинградскими выставками середины — второй половины 1920-х годов стали 8-я выставка АХРР «Жизнь и быт народов СССР» (1926, ГРМ), «Выставка новейших течений в искусстве» (1927, ГРМ, при участии В. В. Кандинского, Д. Д. Бурлюка, В. Е. Татлина, А. А. Осмёркина, Р. Р. Фалька, П. П. Кончаловского, М. Ф. Ларионова, Н. С. Гончаровой, М. З. Шагала и других), «Юбилейная выставка изобразительных искусств» (1927, Академия художеств), выставка «Графическое искусство в СССР 1917—1932 гг.» в Академии художеств, выставка «Современные ленинградские художественные группировки» (1928, ГРМ). Ежегодные выставки проводили «Общество имени А. Куинджи», «Община художников», «Общество художников — индивидуалистов», «4 Искусства», группа «Шестнадцать». Ленинградские художники активно участвовали в московских и зарубежных выставках, в том числе в «Выставке художественных произведений к десятилетнему юбилею Октябрьской революции» (1928, Москва), в «Выставке картин московских и ленинградских художников, организованной к 25-летию художественной и педагогической деятельности Д. Н. Кардовского» (1929, Москва), в выставке «Современное и прикладное искусство Советской России» (1929, Нью-Йорк, Филадельфия, Бостон, Детройт). Весной 1926 года группой молодых выпускников Академии художеств в Ленинграде было создано объединение «Круг художников», его членами стали В. В. Пакулин (председатель), А. Ф. Пахомов, А. Н. Самохвалов, А. И. Русаков, В. И. Малагис, Л. Р. Британишский, А. С. Ведерников и другие. «Круг» провёл в Ленинграде три выставки, наиболее значительной из которых считается вторая выставка 1928 года в Русском музее. На ней экспонировалось около 150 произведений, главным образом живописных. Выставка работала полтора месяца, вызвав большой интерес и благожелательные отзывы прессы, её посетил нарком просвещения А. Луначарский.
В 1927 и 1928 годах в Доме печати и Академии художеств состоялись две выставки группы «Мастеров аналитического искусства». В Академии художеств возобновились выставки дипломных работ. В Академии художеств возобновились выставки дипломных работ.

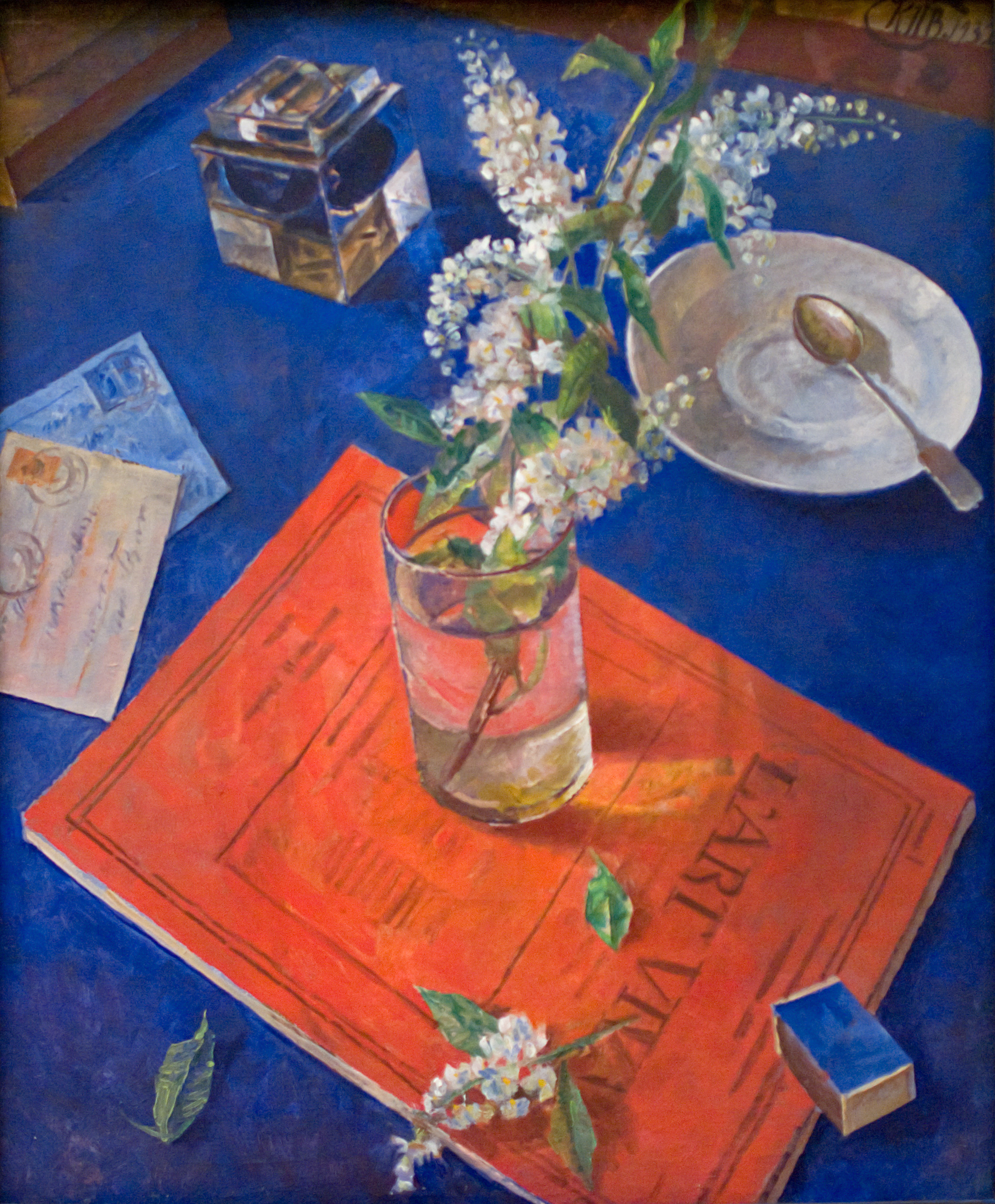
К. С. Петров-Водкин
Черёмуха в стакане. 1932. ГРМ

В 1930 году тенденция к объединению творческих сил реализовалась в создании общества «Цех художников», возникшего в результате слияния «Общества имени А. Куинджи», «Общины художников», «Общества художников—индивидуалистов» и «Общества живописцев». Их работы были показаны а Академии художеств на «Первой общегородской выставке изобразительных искусств» с участием К. С. Петров-Водкина, М. И. Авилова, И. И. Бродского, М. П. Бобышова, А. Т. Матвеева, А. Ф. Пахомова, А. С. Ведерникова, Р. Р. Френца, А. А. Рылова и других.
Хотя опыт участия «левых» в руководстве отделом ИЗО Наркомпроса закончился к середине 1921 года, острая полемика по вопросам о путях развития изобразительного искусства, об отношении к станковой живописи, к реализму и беспредметному искусству, к художественному образованию продолжалась с разной интенсивностью до середины 1930-х. Эта борьба неизбежно находила отражение в выставочной жизни Петрограда—Ленинграда. Если после революции «левые» призывали к отказу от изобразительности, как, якобы, характерной, по выражению Н. Н. Пунина, «для буржуазного понимания искусства», то в 1930 году усилиями сторонников немедленной «пролетаризации» искусства в Академии художеств было закрыто отделение станковой живописи. Это решение они мотивировали тем, что якобы «станковая картина перестала быть прогрессивной формой изобразительного искусства».
В этой обстановке экспозиции выставок и отношение к ним широких масс стали важным аргументом в борьбе мнений. По сути ленинградские выставки 1920-х — начала 1930-х годов стали одним из веских доводов в пользу поворота государственной политики в области культуры в сторону поддержки станковой живописи и отечественной школы реалистического искусства.
Крупнейшими выставками начала 1930-х годов с участием ленинградских художников стали «Советское изобразительное искусство реконструктивного периода» (1932, ГРМ), юбилейная выставка «Художники РСФСР за 15 лет», (1932, ГРМ), выставка портрета (1933, областной Дом художника), выставка картин ленинградского областного Дома художника в Доме культуры имени 1-й пятилетки (1933), выставки «15 лет РККА» (1934, ГРМ), «Женщина в социалистическом строительстве» (1934, ГРМ), «Ленинград в изображениях современных художников» (1934, Музей строительства и городского хозяйства, бывший Аничков дворец).

## 1932 — 1940 гг.
После принятия 23 апреля 1932 года постановления ЦК ВКП(б) «О перестройке литературно-художественных организаций» и образования единого ЛОССХ последний фактически взял на себя подготовку и координацию выставок с участием ленинградских художников. Первая общегородская выставка после образования ЛССХ открылась в апреле 1935 года в ГРМ. В состав её оргкомитета вошли художники высокого творческого ранга: И. И. Бродский, М. Г. Манизер, К. С. Петров-Водкин, А. А. Рылов, М. И. Авилов, Н. Э. Радлов, А. Н. Самохвалова и ряд других. На выставке экспонировалось более тысячи работ 282 художников — живописцев, графиков, скульпторов, прикладников, созданных за три года существования ЛОССХ. Большинство произведений было представлено по разделу живописи, среди них картины «Хлеб» (1934), «Портрет народного артиста П. З. Андреева» (1934) П. Д. Бучкина, «Демонстрация на проспекте 25 Октября» (1934) И. И. Бродского, "Стратостат «Осавиахим I» Г. Н. Бибикова, «Автопортрет» (1933), «Девочка с флажком» (1934) К. С. Малевича, «Гонка яхт» (1934), «В преддверии Арктики» (1934) Н. Е. Бубликова, «В ЦПКО на Кировских островах» (1934) Г. М. Бобровского, «На манёврах» (1934), «Физкультура в Красной Армии» (1934) М. И. Авилова, «Жатва» (1934) В. М. Белаковской, «Пейзаж. Армения» (1934) М. А. Асламазян другие.

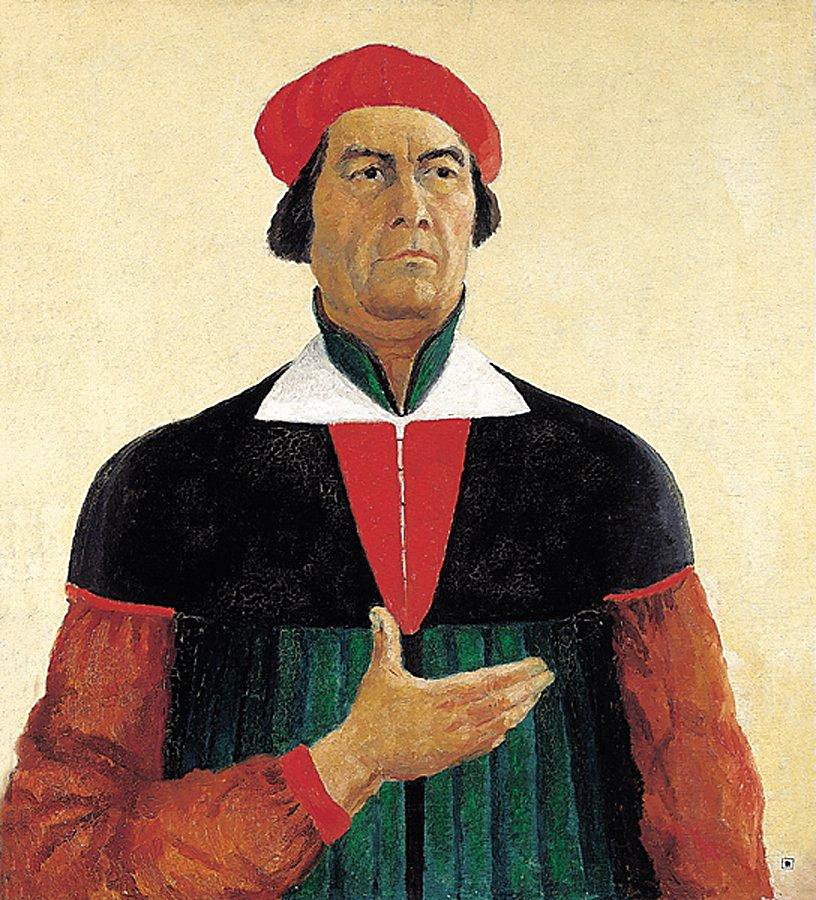
К. Малевич
Автопортрет. 1933, ГРМ

По мнению А. Г. Раскина, участники выставки были «отцами-основателями» ЛОССХ, а их произведения составили один из вечных пластов отечественного искусства. В тематике выставки ощутимо присутствовал «социальный заказ», особенно в портретах Ленина, Сталина и его окружения, что позже вылилось в изобразительный культ вождя и вождей. Вместе с тем, для большинства работ выставки было характерно обращение к современности, поиски нового героя, отражение меняющегося облика городов и сёл. В пейзаже художники выражали свою любовь к городу и красоте природы.
Выставки второй половины 1920-х — 1930-х годов отражали возросшую роль государства как заказчика художественной продукции, ставшую к концу 1930-х годов доминирующей. Так, почти все экспонируемые на выставках работы иллюстраторов книги, скульпторов, художников по фарфору, художников театра и кино, художников-монументалистов так или иначе создавались на основе государственных заказов и договоров, что было обусловлено особенностями труда в этих видах и жанрах изобразительного искусства. В станковой живописи такими жанрами были, прежде всего, тематическая картина и портреты руководителей государства. «Изобразительные искусства в нашей стране никоим образом не могут мало-мальски нормально развиваться без поддержки государства. Частный рынок вряд ли когда-нибудь оживёт у нас, а общественный рынок нуждается ещё в значительной обработке, развитии и определении», — писал А. В. Луначарский в 1928 году в статье, посвящённой итогам выставки государственных заказов к десятилетию Октября. Он признавал выставку удачной, «как начало более или менее крепкой связи между государством и миром художников, связи, которая будет обоюдно полезной».
Чем выше был статус выставки (юбилейные, всесоюзные), тем больше выделялось государством средств на заключение договоров с художниками, тем выше в экспозиции выставки была доля работ, созданных по заказу. Требования заказчика к содержанию, художественному и идейному уровню договорных работ формулировали специальные советы и комиссии. Получили распространение тематические планы выставок («темники»), которые заранее ориентировали художников в выборе сюжетов картин для заключения договоров к конкретной выставке сообразно её главной теме. Например, тематический план выставки «Индустрия социализма» (1939), подготовка к которой началась в 1935 году, содержал почти 80 страниц текста в 12 разделах. Круг художников, привлекавшихся в 1930-е годы к созданию договорных произведений, был достаточно широк и разнообразен, а финансирование щедрым. Только аванс при заключении договора мог доходить до 8000 рублей, а бюджет, например, выставки «Индустрия социализма» составил 10 миллионов рублей, выставки «XX лет РККА и Военно-морского флота» — 2,3 миллиона рублей, что в денежном исчислении тех лет представляло огромные суммы. Для сравнения весь бюджет ЛОССХ на 1936 год составил 1 миллион 580 тыс. рублей.
С выставок осуществлялись основные закупки произведений искусства. В них попадали и лучшие работы, выполненные вне договоров, в порядке личной творческой инициативы авторов. Так с выставки «Художники РСФСР за 15 лет» поступила в ГРМ картина А. Н. Самохвалова "Девушка в футболке" (1932, золотая медаль всемирной парижской выставки 1937 года). С конца 1920-х на выставках появляется всё больше работ, созданных художниками по материалам творческих командировок. Такие поездки с целью сбора материалов и подготовки эскизов договорных картин оплачивались из средств ЛОССХ, кооперативного товарищества Ленизо, Всекохудожника, издательств, местного бюджета Ленинграда. Например, на выставке «Художники РСФСР за 15 лет» в ГРМ (1932) экспонировалась известная серия из девяти портретов членов коммуны «Ленинский путь», созданная А. Н. Самохваловым в ходе двух продолжительных командировок.
По материалам другой командировки 1929 года в Иваново на Меланжевый комбинат Самохваловым была написана картина «Ткацкий цех» (ГРМ). Так же родилась и знаменитая серия «Метростроевки» (1934, ГРМ), впервые показанная в 1935 году на «Первой выставке ленинградских художников».

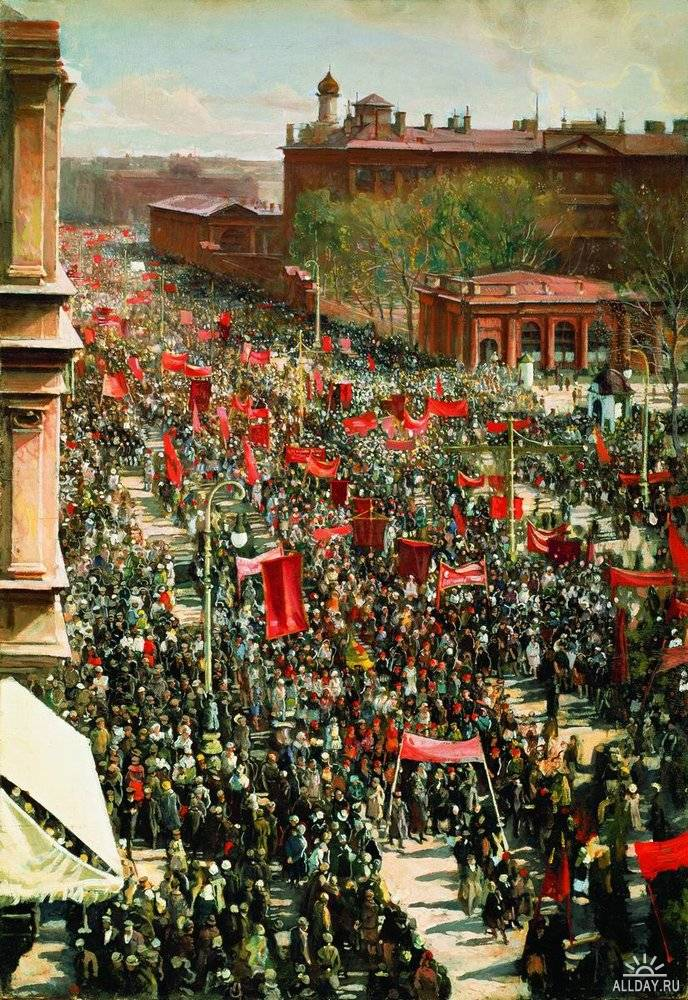
И. Бродский
Демонстрация на проспекте 25 Октября. 1934

В целом государственный заказ сыграл в 1930-е годы важную роль в становлении советского изобразительного искусства, в сохранении и развитии традиций отечественной художественной школы. Благодаря заказу в этот период были созданы такие широко известные произведения ленинградских художников, как иллюстрации А. Н. Самохвалова к «Истории одного города» М. Салтыкова-Щедрина (Гран-при парижской выставки 1937 года), иллюстрации В. М. Конашевича к повести Прево «Манон Леско» (золотая медаль парижской выставки 1937 года), иллюстрации К. И. Рудакова к роману Г. Мопассана «Милый друг», Е. А. Кибрика к «Кола Брюньону» Р. Роллана и «Легенде о Тиле Уленшпигиле» Ш. де Костера, картины И. И. Бродского «Выступление В. И. Ленина на митинге рабочих Путиловского завода в мае 1917 года» (1929, заказ Ленинградского комитета Союза металлистов, Гран-при парижской выставки 1937 года), «В. И. Ленин в Смольном» (1930, ГТГ, высшая награда венецианского биеннале 1934 года), панно А. Н. Самохвалова «Советская физкультура» для павильона СССР на международной парижской выставке 1937 года (гран-при выставки) и многие другие. «Мы не можем отрицать, — писала в 2003 году В. А. Ушакова, — что одним из главных критериев в оценке произведений искусства был профессионализм. Как ни парадоксально, но именно борьба за так называемую „идеологическую чистоту“ позволила русскому (советскому) искусству сохранить школу. В те времена победа формального искусства на фоне малообразованного и заидеологизированного общества могла привести к уничтожению профессионализма и полной его потере. Именно политический выбор в пользу реализма позволил сохранить традиции подлинного российского реализма и великолепную художественную школу при всех отрицательных сторонах идеологического прессинга».
Отражая реалии, сложившиеся в СССР, ленинградские выставки этих лет способствовали утверждению средствами изобразительного искусства нового облика советского государства и его современников. «Большой стиль» и социалистический реализм как творческий метод в наибольшей мере должны были отвечать решению этих задач. Система художественных выставок к началу 1940-х годов получила свои законченные очертания, начиная с персональных, традиционных весенних и осенних выставок в залах ЛОССХ, тематических и групповых выставок и до городских выставок, проводимых, как правило, в Русском музее. На высшем уровне этой системы находились всесоюзные и юбилейные выставки, проводившиеся в 1930-е годы в Ленинграде и Москве при активном участии ленинградских художников.
Последними крупными предвоенными выставками Ленинграда стали пятая и шестая выставки ленинградских художников 1940 года, седьмая выставка ленинградских художников 1941 года, выставка произведений женщин-художников Ленинграда (март 1941 года), персональные выставки А. П. Остроумовой-Лебедевой (1940, ГРМ), А. С. Ведерникова (1940, ЛССХ), Н. И. Альтмана (1940, ЛССХ), А. Я. Головина (1940, ЛССХ), М. И. Авилова(1940, ЛССХ), Е. С. Кругликовой (1940, ЛССХ), Л. Ф. Овсянникова (1941, ЛССХ). По мнению А. Г. Раскина, они опровергают утверждения о том, что творчество ленинградских художников было полностью подчинено политическому заказу и подмято идеологическим прессом. Во многих произведениях пейзажной, портретной, этюдной живописи ставились и успешно решались чисто художественные задачи.

## 1941 —1945 гг.

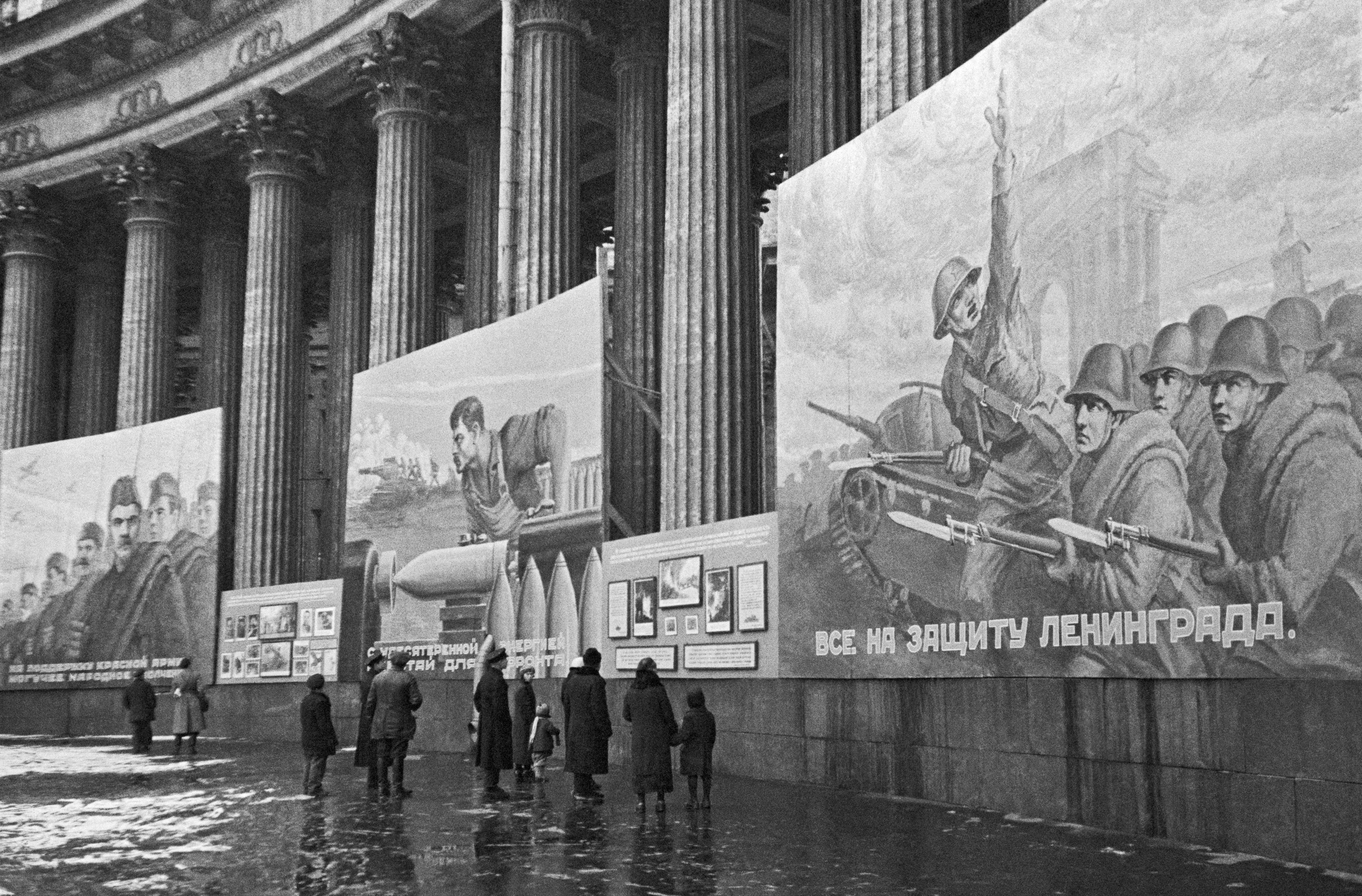
Плакаты на Казанском соборе.
Ленинград, октябрь 1941

С началом войны и блокады выставочная жизнь в Ленинграде на некоторое время замерла. Многие художники ушли в Красную Армию или эвакуировались. Оставшиеся в Ленинграде включились в работы по маскировке и укрытию объектов и памятников, возведению оборонительных сооружений, выпуску плакатов и боевых листков. Закрылись музеи и выставочные залы. Но уже в декабре 1941 года началась подготовка к первой блокадной выставке. Она открылась в промёрзших залах ЛССХ 2 января 1942 года. Экспонировались работы 84 художников, в основном этюды, наброски, эскизы, рисунки, созданные в первые месяцы войны и блокады. Архивы и воспоминания современников сохранили имена её участников, как пример мужества и стойкости ленинградцев в самые тяжёлые дни блокады. Среди них были И. Я. Билибин, Н. Е. Бубликов, В. А. Гринберг, В. В. Исаева, А. А. Казанцев, Я. С. Николаев, В. В. Пакулин, В. Б. Пинчук, В. Н. Прошкин, В. А. Раевская, Н. Х. Рутковский, В. А. Серов, И. А. Серебряный, Н. А. Тырса и другие. Поначалу выставка носила закрытый характер, в феврале её открыли для широкого обозрения. В марте выставка пополнилась новыми произведениями. Все работы с выставки были приобретены СНК РСФСР для последующей передачи в Русский музей.
Весной 1942 года по инициативе ленинградского горкома ВКП (б)  с художниками были заключены договора на выполнение работ, посвящённых Отечественной войне. Организация выставок была поручена военному совету ленинградского фронта и ленинградскому штабу партизанского движения. Были организованы передвижные выставки в госпиталях, воинских частях, фронтовых клубах, на переднем крае, а также работа художников на партизанских базах. Уже в июне 1942 года на открытой в большом зале ЛССХ выставке работ ленинградских художников на темы Великой Отечественной войны среди 300 работ 42 авторов были показаны первые произведения, выполненные в партизанских отрядах. После завершения выставки в августе 1942 года её работы самолётом были доставлены в Москву, где 4 октября В ГМИИ имени А. С. Пушкина открылась «Выставка работ ленинградских художников в дни Великой Отечественной войны».
Позднее состоялись три выставки работ художников ленинградского фронта (1943-1945, Дом Красной Армии, Академия художеств), выставки «В боях за Ленинград» (1942, Дом Красной Армии), «25 лет Красной Армии» (1943, Дом Красной Армии), выставка «Петербург—Ленинград», посвящённая 240-летию основания города (1943, ЛССХ), весенняя выставка (1943, ЛССХ, экспонировано 301 произведение 77 художников), «Выставка пяти» (В. М. Конашевич, В. В. Пакулин, А. Ф. Пахомов, К. И. Рудаков, А. А. Стрекавин, 1944, ГРМ), выставка этюдов (1945, ЛССХ), персональные выставки С. Г. Невельштейна, Л. Ф. Овсянникова, В. М. Конашевича, П. И. Луганского и других.
Самая большая за годы войны выставка «Героическая оборона Ленинграда» открылась 30 апреля 1944 года в Соляном переулке, она положила начало легендарному Музею обороны Ленинграда. Менялись тематика и настроение выставок. После прорыва блокады Ленинграда и разгрома немцев под Сталинградом на выставках всё увереннее звучали темы уверенности в превосходстве Красной Армии и в приближении неизбежной победы над фашизмом.
Значение блокадных выставок для современников и историков выходит далеко за рамки чисто художественных аспектов. Созданные в период блокады произведения рассматриваются как художественные документы эпохи. Их авторы стремились внести свой вклад в общее дело борьбы с врагом, а своё искусство рассматривали как оружие в этой борьбе. Главным героем многих произведений стал непокорённый Ленинград. По свидетельствам художников, переживших блокаду, полупустынный Ленинград был по-военному строг и поразительно красив. Блокадные выставки уже самим фактом своего существования стали выражением духовного и морального превосходства над врагом.

## 1946 —1959 гг.
Выставка этюда 1945 года, а затем и некоторые другие получили критические оценки части художественного сообщества. Ряд авторитетных живописцев и скульпторов (В. В. Исаева, В. А. Раевская, А. А. Стрекавин) считали преждевременным участие в крупных выставках с сырыми, неглубокими произведениями, принижающими уровень ленинградского искусства. Острые дискуссии развернулись по поводу методов воплощения темы подвига народа в Великой Отечественной войне, а также наследия мастеров прошлого, чей опыт мог быть для этого востребован. Эти дискуссии свидетельствовали о чувстве ответственности, с которым ленинградские художники подходили к стоящим перед ними задачам. Взгляд с дистанции времени обнаруживает, по мнению Н. Степанян, «вполне осознанное соревнование художников с мастерами классических эпох – полотна живописи эпохи Возрождения, картины и гравюры ампира и романтиков, с их баталиями и изображением государственной жизни, постоянно «имеются в виду». В годы войны и на выставках первых послевоенных лет можно было увидеть, как конструируются черты нового «Grand Art», возникающий на глазах парадный стиль теснит приверженность бытописательству».
Ленинградские выставки 1946—1952 годов, как и изобразительное искусство в целом, испытали на себе последствия Постановления ЦК ВКП(б) о журналах «Звезда» и «Ленинград» и «ленинградского дела». Попытки грубого администрирования в сфере культуры и жестокие репрессии болезненно сказались на настроениях в творческой среде, на выставочной и экспозиционной политике. Искусство, в том числе изобразительное, подверглось бессмысленной регламентации. Его естественный путь развития, требовавший обогащения художественного языка, поиска новых средств усиления выразительности, был насильственно прерван. Под подозрением оказалась тема героической обороны Ленинграда. Музей обороны, наполненный произведениями художников, и, по существу, созданный ими, был закрыт. Так продолжалось до 1954 года, когда была вскрыта политическая интрига против Ленинграда и невинные жертвы реабилитированы.
Состав участников послевоенных ленинградских выставок существенно обновился за счёт выпускников ЛИЖСА предвоенных лет, а также тех, кто лишь теперь смог завершить учёбу, прерванную войной. Среди них были М. К. Аникушин, Н. И. Андрецов, Т. К. Афонина, Е. В. Байкова, К. С. Белокуров, П. П. Белоусов, О. Б. Богаевская, А. И. Васильев, Н. Л. Веселова, И. П. Весёлкин, Р. И. Вовкушевский, И. И. Годлевский, М. А. Дрейфельд, А. Д. Дашкевич, Ю. М. Непринцев, Г. А. Савинов, Н. Е. Тимков, В. В. Соколов, С. И. Осипов, М. Д. Натаревич, Е. Е. Моисеенко, А. А. Мыльников, Г. В. Павловский, Л. А. Острова, М. П. Железнов, Л. Н. Орехов, А. Г. Ерёмин, Е. П. Скуинь, Ю. С. Подляский, Т. В. Копнина, Н. П. Медовиков, В. К. Тетерин, Н. А. Мухо, А. Т. Пушнин, Е. П. Антипова, А. В. Можаев, Н. П. Штейнмиллер, А. Н. Семёнов, А. П. Коровяков, В. В. Пименов, М. Л. Рудницкая, Ю. Н. Тулин, Н. Н. Брандт, С. А. Ротницкий и многие другие. Их произведения будут определять лицо ленинградских выставок изобразительного искусства 1950-1980-х годов.
В структуре выставок первых послевоенных лет преобладали групповые, передвижные и персональные выставки. Среди них выделялись выставки произведений В. А. Гринберга (1946, ЛССХ), Н. А. Тырсы (1946, ЛССХ), К. С. Петров-Водкина (1947, ЛССХ), Н. П. Акимова (1947, ЛССХ), Г. С. Верейского (1947, ЛССХ), Б. М. Кустодиева (1947, ЛССХ), А. А. Рылова (1947, ЛССХ), М. Г. Платунова (1947, ЛССХ), передвижные выставки ленинградских художников в Казани, Перми, Нижнем Тагиле, Петрозаводске, Риге, Таллинне, Хабаровске, Омске, Новосибирске. Крупнейшими стали выставка 1947 года, развёрнутая в залах ЛССХ ( 194 участника, 456 произведений живописи, скульптуры, графики, театрального и декоративно-прикладного искусства) и выставка, открывшаяся 18 ноября 1950 года в Русском музее (261 участник, 783 произведения живописи, скульптуры, графики и театрально-декорационного искусства). Значимость выставки определяется кругом её участников, художественным уровнем произведений, масштабом и представительностью экспозиции, интересом зрителей и специалистов. На выставке 1950 года впервые экспонировались картины А. А. Мыльникова «На мирных полях» (1950), Е. Е. Моисеенко «За власть Советов» (1950), В. А. Серова «Ходоки у В. И. Ленина» (1950), Р. Р. Френца «Сталинград 2 февраля 1943 года» (1950), скульптуры М. К. Аникушина «А. С. Пушкин» (фигура к памятнику, 1950), В. Я. Боголюбова и В. И. Ингала «Н. А. Римский-Корсаков» (модель памятника, 1950), книжные иллюстрации Ю. А. Васнецова, Г. Д. Епифанова, В. М. Конашевича, А. Ф. Пахомова, К. И. Рудакова, Е. И. Чарушина, эскизы театральных декораций Н. И. Альтмана, М. П. Бобышов, С. М. Юнович, ряд других значительных произведений признанных мастеров изобразительного искусства Ленинграда. Это дало основание И. А. Бродскому, несмотря на отдельные неудачи, назвать выставку 1950 года «значительной вехой в жизни Ленинградского Союза советских художников» и «значительным событием в художественной жизни Ленинграда».
В начале 1950-х ряды участников ленинградских выставок пополнились выпускниками Академии, начавшими учёбу уже после войны, в том числе фронтовиками, для которых был разрешён приём без экзаменов. Среди них были Л. П. Байков, Н. Н. Баскаков, Д. В. Беляев, С. А. Бузулуков, А. Б. Грушко, В. Ф. Загонек, А. Г. Еремин, Б. В. Корнеев, М. А. Козловская, Е. М. Костенко, А. Ф. Костина, Я. И. Крестовский, В. Б. Ларина, А. П. Левитин, П. П. Литвинский, О. Л. Ломакин, М. А. Канеев, Э. В. Козлов, М. К. Копытцева, Н. Н. Галахов, Э. Я. Выржиковский, Л. В. Кабачек, Е. Д. Мальцев, К. Г. Молтенинов, А. А. Ненартович, А. И. Пархоменко, Г. А. Песис, В. М. Петров-Маслаков, Н. М. Позднеев, И. А. Раздрогин, В. И. Рейхет, В. С. Саксон, В. И. Селезнёв, В. Ф. Токарев, М. П. Труфанов, Б. С. Угаров, Л. А. Фокин, П. Т. Фомин, В. Ф. Чекалов и многие другие.

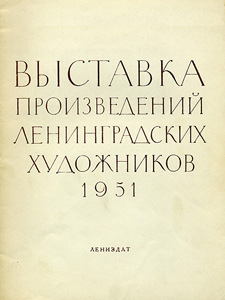
Каталог выставки 1951 года

Произведения молодых художников заняли видное место на выставках. Так, на крупнейшей выставке 1951 года в Русском музее были показаны картины «Для великих строек. Заседание научно-технического совета завода «Электросила» А. Г. Гуляева и Л. А. Ткаченко, монументальное полотно «Ленинград — стройкам коммунизма. В гидротурбинном цехе завода имени И. Сталина» молодых художников Н. Л. Веселовой, В. Ф. Загонека, А. Т. Пушнина, Е. Е. Рубина и Ю. Н. Тулина, портреты А. П. Левитина, Т. В. Копниной. Там же впервые экспонировались работы старшекурсников Академии художеств Н. И. Андронова («Волга вечером», 1951), Н. Н. Галахова («Здесь будет Куйбышевская ГЭС», 1951), В. М. Сидорова («Для великих строек коммунизма», 1951). На этой же выставке впервые были показаны картины Ю. М. Непринцева «Отдых после боя» (1951), П. П. Белоусова «Мы пойдём другим путём» (1951), О. Б. Богаевской «Голубок» и «Мирный сон» (1951), Е. Е. Моисеенко «На сталинских новостройках» (1951).
Активное включение в творческую жизнь большого отряда молодых художников —выпускников ЛИЖСА имени И. Е. Репина  заметно подняло общий уровень ленинградских выставок 1950-х, в том числе традиционных весенних и осенних выставок в ЛССХ. Изменения коснулись тематики экспонируемых работ, в том числе договорных. В центре внимания были темы индустриального строительства, освоения Сибири, целинных земель, образ современника. Шире был представлен на выставках лирический пейзаж, бытовой натюрморт. Выставки отразили рост художественного уровня произведений, интерес ленинградских художников к поиску средств усиления выразительности, совершенствованию живописно-пластических приёмов раскрытия образа.
Крупнейшими выставками середины 1950-х стали весенние выставки 1954, 1955 и 1956 годов в залах ЛССХ, выставка произведений ленинградских художников, открытая в ноябре 1954 года в Русском музее, осенняя выставка 1956 года в ЛССХ, на которой экспонировалось около 2000 произведений 473 авторов. Годом ранее на весенней выставке 1955 года впервые самостоятельным разделом были представлены работы ленинградских мастеров декоративно-прикладного искусства: фарфор, керамика, художественное стекло, камнерезные и ювелирные изделия. В выставках середины 1950-х, наряду с такими известными мастерами, как А. Н. Самохвалов, Н. И. Дормидонтов, В. Орешников, И. А. Серебряный, П. Д. Бучкин, В. А. Горб, Ю. М. Непринцев, Н. Е. Тимков, Г. С. Верейский, Я. С. Николаев, А. Ф. Пахомов, А. С. Ведерников, В. В. Исаева, Я. И. Крестовский, В. Б. Пинчук впервые уверенно заявило о себе послевоенное поколение ленинградских художников — Н. Н. Баскаков, Н. Л. Веселова, Н. Н. Галахов, А. Г. Ерёмин, В. В. Ф. Загонек, М. К. Копытцева, Б. В. Корнеев, А. П. Левитин, О. Л. Ломакин, В. И. Овчинников, С. И. Осипов, Ю. С. Подляский, В. И. Рейхет, Л. А. Русов, И. Г. Савенко, В. К. Тетерин, В. Ф. Токарев, М. П. Труфанов, Ю. Н. Тулин, Б. С. Угаров, Б. И. Шаманов, С.Г. Бабиков и другие.

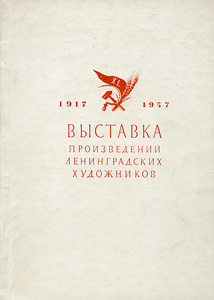
Каталог юбилейной выставки 1957 года

В середине 1950-х гг. развернулась подготовка к юбилейным выставкам, посвящённым 40-летию Октябрьской социалистической революции. В завершающую стадию вступили приготовления к учредительному съезду Союза художников СССР, прошедшему в Москве с 28 февраля по 7 марта 1957 года. Эти события, проходившие вскоре после XX съезда КПСС, стали вершиной выставочной жизни десятилетия, подвели своеобразный итог развитию и достижениям ленинградского изобразительного искусства, обозначили задачи на перспективу. Участниками выставки, проходившей с 3 по 22 октября 1957 года в  Русском музее, стали 600 ленинградских художников. Лучшие из 1750 экспонированных произведений были показаны в Москве на Всесоюзной художественной выставке, открывшейся 5 ноября, а впоследствии пополнили собрания крупнейших художественных музеев СССР. Среди них картины «Перед третьим гудком» (1957) Н. Л. Веселовой, «На стройке Куйбышевской ГЭС» (1957) Н. Н. Галахова, «Рябинушка» (1957) В. Ф. Загонека, «С праздника» (1957) Л. В. Кабачека, «Первая репетиция пьесы А. М. Горького «На дне» в московском художественном театре» (1957) А. А. Казанцева, «Донбасс. 1942 год» (1957) А. П. Левитина,  «Первая Конная армия» (1957) Е. Е. Моисеенко, «Пробуждение» (1957) А. А. Мыльникова, «На всём пути народ стоял» (1957) Я. С. Николаева, «Портрет Е. А. Мравинского» (1957) Л. А. Русова, «Над Ангарой» (1957) Ю. С. Подляского, «На Онеге» (1957) Н. М. Позднеева, «Университетская набережная» (1957) Г. А. Савинова, «Солдаты» (1957) Ф. В. Савостьянова,  «Провозглашение советской власти» (1957) А. Н. Самохвалова, «Ждут сигнала. (Перед штурмом)», «Декрет о мире», «Декрет о земле» (все - 1957) В. А. Серова, «Горновой» (1955) М. П. Труфанова, «Лена. 1912 год» Ю. Н. Тулина, скульптура М. К. Аникушина, Н. В. Дыдыкина, Я. И. Крестовского, В. Б. Пинчука, М. М. Харламовой, графика А. С. Ведерникова, Г. С. Верейского, В. А. Ветрогонского, Г. Д. Епифанова, В. М. Звонцова, Б. М. Калаушина, А. Ф. Пахомова, А. Н. Самохвалова.
С осени 1957 года началась подготовка учредительного съезда Союза художников РСФСР и первой республиканской художественной выставки «Советская Россия», активное участие в ней принимали ленинградские художники. Под влиянием этих событий, состоявшихся в 1960 году, выставочная жизнь Ленинграда претерпела заметную перестройку. Они открыли новую страницу в истории ЛОСХ и ленинградских выставок. Последней крупной выставкой ленинградских художников до образования СХ РСФСР стала осенняя выставка 1958 года в ЛССХ, свои произведения представили свыше 500 живописцев, скульпторов, графиков, мастеров театрально-декорационного и прикладного искусства.
Среди них были живописцы Н. Н. Галахов («Осень на Волге», 1958), А. Г. Ерёмин («Весна в Заонежье», 1958), В. Ф. Загонек («Капель», 1958), М. А. Канеев («Переулок Крылова», 1958), Б. В. Корнеев («Суровый край. Весна», 1958), Е. Е. Моисеенко («Портрет девочки», 1958), А. А. Мыльников («Зимний пейзаж» 1957, «Портрет жены» 1958), Л. А. Русов («Наташа», 1958), Г. А. Савинов («Сазополь», 1958), А. Н. Самохвалов («В горах», 1958), Ю. Н. Тулин («Ленинград. Ланская», 1958), скульпторы М. К. Аникушин, Л. А. Васнецова, Б. Е. Каплянский, Н. С. Кочуков, В. Г. Стамов, Л. М. Холина, графики П. П. Белоусов М. П. Бобышов, А. С. Ведерников, В. М. Звонцова, А. Л. Каплун, Ю. М. Непринцев, А. Ф. Пахомов, А. И. Харшак.

С конца 1950-х в Ленинграде регулярно проводились выставки самодеятельных художников. При районных и заводских дворцах и домах культуры и клубах работали десятки художественных студий. На выставке 1959 года в ЛССХ были представлены работы самодеятельных художников 23 изостудий города, в том числе Дворца культуры имени С. М. Кирова, Выборгского Дома культуры, Дома культуры работников просвещения, Дома культуры имени Первой пятилетки, Дома культуры пищевой промышленности, Дворца культуры имени А. М. Горького, Дома культуры имени И. И. Газа, Дома культуры работников связи, Дома медработников, Невского Дома культуры, Дома культуры имени А. Д. Цурюпы и других.

## 1960—1980 гг
21 апреля 1960 года в Москве открылась республиканская художественная выставка «Советская Россия». Впервые она представляла творчество мастеров изобразительного искусства всех областей и краёв Российской Федерации, включая Москву и Ленинград. Экспонировалось 2400 произведений живописи, графики, скульптуры, театрально-декорационного и декоративно-прикладного искусства. Ленинград был представлен работами 280 художников. Среди них картины "Спуск на воду танкера «Пекин» (1960) В. А. Баженова, «Гости» (1960) О. Б. Богаевской, «За кем правда?» (1959), «Шофёрская весна» (1958), «Портрет председателя колхоза М. Г. Долгова» (1959) Н. Л. Веселовой, «У клуба» (1959), «Праздник в Вороново» (1960), Л. В. Кабачека, «На дорогах Карелии» (1960) Н. Н. Галахова, «Утро» (1960) В. Ф. Загонека, «Освоение Севера» (1960) Б. В. Корнеева, «Новый хозяин» (1960) О. Л. Ломакина, «Ополченцы» (1960) Е. Е. Моисеенко, «Они начинали Братскую ГЭС» (1960) Ю. С. Подляского, «О русской женщине» (1960) Г. А. Савинова, «Племя молодое» (1960) А. Н. Самохвалова, «Портрет Ф. Безуглова, плавильщика завода „Красный выборжец“ (1960) И. А. Серебряного, „Вечер. Сиреневый час“ (1959) Н. Е. Тимкова, „Шахтёр“ (1959) М. П. Труфанова. Выставка имела большой успех. За время работы её посетили 400 тысяч человек. После окончания выставки в Москве из её экспонатов было сформировано несколько передвижных выставок, показанных в городах России. Многие произведения были закуплены для музеев и организаций.
21 июня 1960 года в Москве открылся учредительный съезд Союза художников РСФСР. В выступлениях делегатов были рассмотрены итоги выставки „Советская Россия“. Исполняя решения съезда руководство СХ РСФСР вошло в ЦК КПСС и правительство с предложением провести вторую республиканскую выставку „Советская Россия“, которой должны предшествовать отборочные региональные (зональные) выставки. Весной 1963 года эта инициатива была поддержана совместным постановлением Бюро ЦК КПСС по РСФСР и Совета Министров РСФСР. Развернулась подготовка ко второй республиканской выставке „Советская Россия“, состоявшейся в Москве в 1965 году. Все области и края России были объединены в десять художественных территорий, в каждой из которых планировалась своя зональная выставка как этап отбора произведений на республиканскую выставку. На них выделялась часть бюджета республиканской выставки.
Первая зональная выставка „Ленинград“ открылась 3 ноября 1964 года в Русском музее. Часть экспозиции была развёрнута в залах ЛОСХ. Выставка стала одной из крупнейших и, по мнению А. Ф. Дмитренко, „на редкость результативной в творческом плане“. Экспонировалось 2000 произведений всех видов и жанров изобразительного искусства. Среди них картины „Цветёт черёмуха“ (1964) В. Ф. Загонека, „Рельсы гудят“ (1964) Л. В. Кабачека, „Земля“, „Товарищи“, „Сергей Есенин с дедом“ (все −1964) Е. Е. Моисеенко, „Сенокос“ (1964) С. И. Осипова, „Мои сверстницы. Почтари Севера“ (1964) Ю. С. Подляского, „Домой“ (1964) Н. М. Позднеева, „Матросы. 1942 год“ (1964) Г. А. Савинова, „Александр Блок в рабочем пикете“ (1964) А. Н. Самохвалова, „Портрет Д. Шостаковича“ (1964) И. А. Серебряного, скульптура М. К. Аникушина, Н. В. Дыдыкина, Б. Е. Каплянского, Н. С. Кочукова, Л. К. Лазарева, М. Т. Литовченко, В. Г. Стамова, А. И. Хаустова, Л. М. Холиной, Г. Д. Ястребинецкого, графика В. А. Вальцефера, А. С. Ведерникова, В. А. Ветрогонского, Б. Н. Ермолаева, В. И. Курдова, Ю. М. Непринцева, А. Ф. Пахомова, В. В. Петровой.
В системе ленинградских художественных выставок 1960—1980-х годов зональные выставки заняли центральное место. Они предшествовали республиканским выставкам „Советская Россия“, проводившимся, как правило, с периодичностью 4-5 лет. В свою очередь каждой зональной выставке предшествовали ежегодные общегородские выставки. Так, зональной выставке „Ленинград“ 1964 года предшествовали выставки произведений ленинградских художников 1961—1963 годов. Самостоятельное значение имели персональные, групповые, передвижные и тематические выставки, они позволяли шире представить творчество отдельных художников и выявлять лучшие произведения для последующего включения в экспозицию ленинградских зональных выставок. В эту систему выставок была встроена система договоров и закупок произведений изобразительного искусства Министерством культуры СССР, РСФСР, Художественным фондом РСФСР. С нею также была сопряжена введённая с 1966 года система гарантированной оплаты труда художников.
Показательно, что и внедрённая практика проведения зональных ленинградских выставок наряду с ежегодными, и её тесная связь с заказами, договорами и закупками произведений, восходила своими корнями к первой половине XIX века. Введённые ещё в конце XVIII века А. И. Мусиным-Пушкиным ежегодные выставки в Академии художеств постепенно становились традицией. Но появляются и выставки с трёхгодичной периодичностью. Статья к указателю Академической выставки 1842 года, демонстрирует ещё за 120 лет до первых зональных выставок важность такой периодичности: „Так как если бы на выставке являлись только заказные и имевшие своё уже определённое и заплаченное назначение работы, тогда этот срок, действительно был бы длинен. Если выставка есть базар, на который художники должны сносить все, что ни наработают, без разбору,— что делается для хлеба, что для пищи более эстетической, что для денег и что для славы, конечно, в таком случае трёхлетний срок лишний, много даже и году, только не называйте тогда этого рынка академической выставкой, а просто ярмаркой“.
Сложившаяся к середине 1960-х система выставок ленинградского изобразительного искусства просуществовала до начала 1990-х годов. Крупнейшими выставками этого периода стали зональные выставки „По родной стране“ (1972), „Наш современник“ (1975), выставка 1977 года под девизом „Искусство принадлежит народу“, ленинградская зональная выставка 1980 года. Каждая из них отразила определённый период в истории ленинградского изобразительного искусства, которому были присущи свои задачи и проблемы, свои лидеры и достижения. Особое значение для утверждения представления об изобразительном искусстве Ленинграда как отдельном явлении в отечественном искусстве XX века имела ретроспективная выставка „Изобразительное искусство Ленинграда“ 1976 года в Москве. Впервые выставка позволила столь полно проследить более чем полувековой путь, пройденный коллективом ленинградских художников — одним из крупнейших отрядов советских мастеров изобразительного искусства. По мнению В. А. Гусева и В. А. Леняшина, „её значение определялось не только историческим аспектом, но и возможностью найти ответы на многие актуальнейшие вопросы современного художественного процесса“.

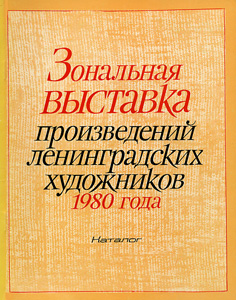
Каталог выставки. 1980

Заметными событиями художественной и культурной жизни Ленинграда в 1960—1980 стали персональные и групповые выставки художников. Среди них выставки произведений П. Д. Бучкина (1961, 1986, ЛОСХ), А. Н. Самохвалова (1963, ЛОСХ, 1974, ГРМ), Н. Е. Тимкова (1964, 1975, ЛОСХ), С. Г. Невельштейна (1964, ЛОСХ), В. А. Горба (1967, ЛОСХ), Е. П. Антиповой, В. К. Тетерина (1967, 1988, ЛОСХ), Б. С. Угарова (1972, Академия художеств, 1982, ГРМ), В. Орешникова (1974, 1985, Академия художеств), В. И. Рейхета (1974, Академия художеств), Л. В. Кабачека (1975, ЛОСХ), Э. В. Козлова (1976, ЛОСХ), А. С. Ведерникова (1977, ЛОСХ), Ю. М. Непринцева (1979, 1989, Академия художеств), Г. В. Котьянца, Ю. Н. Тулина (1979, ЛОСХ), Е. П. Скуинь, В. Ф. Токарева (1980, ЛОСХ), Я. И. Крестовского, З. П. Аршакуни, Г. П. Егошина (1981, ЛОСХ), Е. Е. Моисеенко (1982, ГРМ), М. Д. Натаревича (1982, ЛОСХ), П. Т. Фомин (1983, ГРМ), С. Е. Захарова и М. А. Зубреевой (1984, ЛОСХ), М. П. Труфанова (1985, Академия художеств), В. В. Ватенина, В. И. Тюленева (1985, ЛОСХ), Б. М. Лавренко (1986, Академия художеств), Я. С. Николаева (1986, ЛОСХ), О. Б. Богаевской и А. М. Семёнова (1987, ЛОСХ), П. П. Белоусова (1987, Академия художеств), В. И. Овчинникова, Н. Н. Галахова (1988, ЛОСХ), В. Ф. Загонека (1990, Академия художеств), С. И. Осипова (1991, ЛОСХ), Г. А. Савинова (1991, ЛОСХ), а также „Выставка одиннадцати“ (1972, зал СХ РСФСР), совместная выставка С. И. Осипова, А. Н. Семёнова и К. А. Гущина (1977, ЛОСХ), „Выставка семи“ (1980, зал СХ РСФСР) и другие.

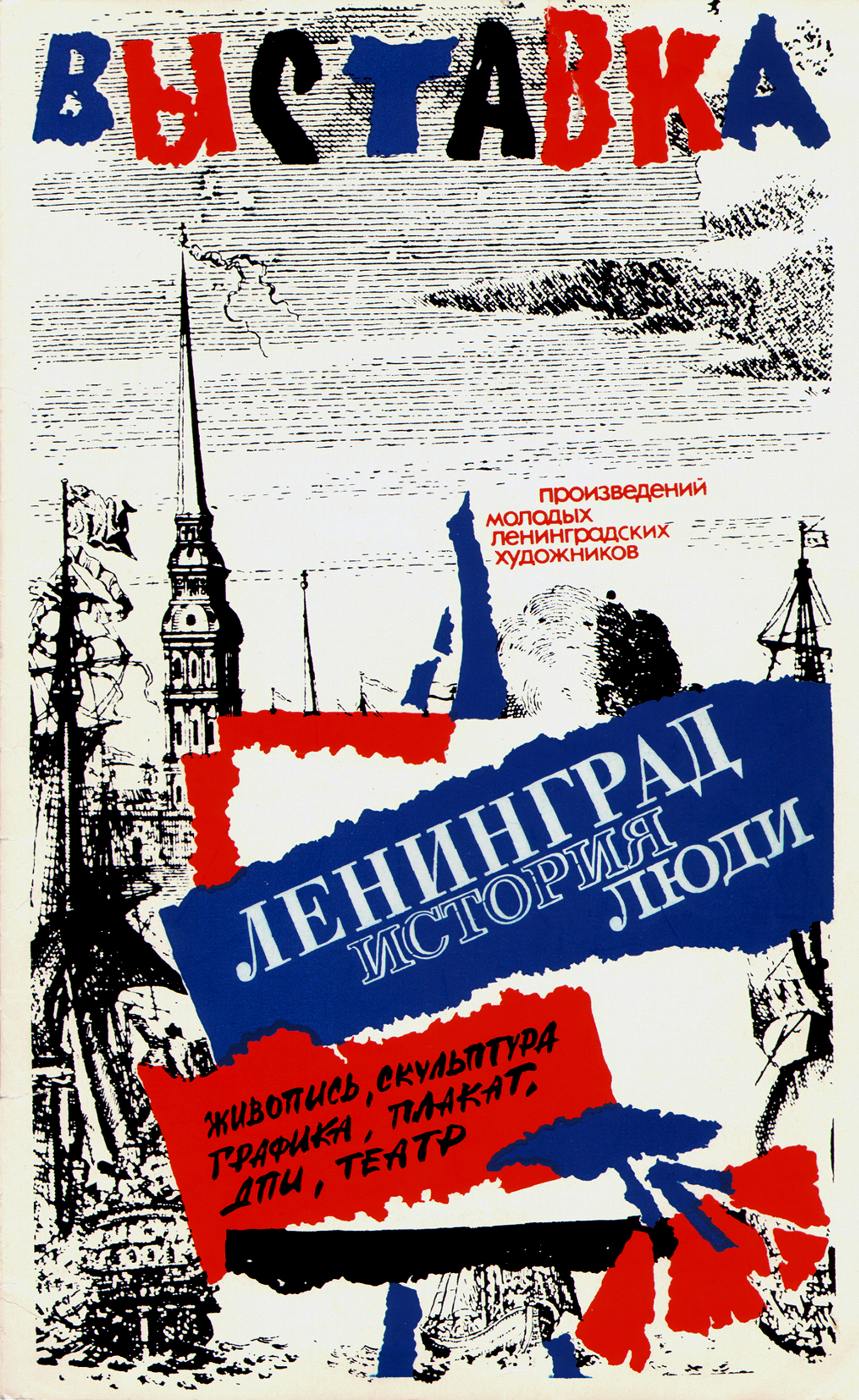
Афиша выставки Ленинград, история, люди. 1988

В 1974 и 1975 годах в ДК им. И. И. Газа и ДК „Невский“ открылись выставки, вошедшие в историю ленинградского андеграунда как первые разрешённые выставки неформальных художников, давшие ироничное название „газоневщина“ одному из явлений художественной жизни 1970—1980-х годов. В 1982 году в Ленинграде возникло „Товарищество экспериментального изобразительного искусства“ (ТЭИИ) — неформальное объединение молодых художников преимущественно „левого“ направления. Первая выставка ТЭИИ прошла в октябре 1982 году в ДК имени С. М. Кирова. Своей целью создатели ТЭИИ продекларировали „объединение художников для совершенствования своего творчества в атмосфере товарищества и взаимной поддержки, основываясь на демократических традициях“. Крупнейшие выставки объединения прошли в 1984 и 1985 годах во Дворце молодёжи и в 1987 году в выставочном павильоне Гавани. Просуществовало ТЭИИ до 1988 года.
В целом палитра ленинградских выставок в середине и второй половине 1980-х становится значительно богаче. Наряду с выставками членов ЛОСХ, который объединял к концу 1980-х свыше 3000 профессиональных художников разных специальностей, на волне „перестройки“ возникали объединения и группы неформальных художников, искавших возможность заявить о себе („Инаки“, „Старый город“, „Митьки“», «Невский-25», «Остров», «Некрореалисты», «Новые художники», «Пушкинская-10» и другие). В декабре 1988 года в центральном выставочном зале «Манеж» открылась выставка «Современное искусство Ленинграда», впервые объединившая в одной экспозиции художников ЛОСХ, преимущественно его «левого» крыла, самодеятельных художников и представителей «неофициального искусства», представив картину современного состояния изобразительного искусства Ленинграда во всех его проявлениях.
Летом 1988 года в пользовавшемся в те годы популярностью Выставочном зале Союза художников России на Охте прошла молодёжная республиканская выставка Ленинград, история, люди, объединившая представителей различных творческих групп и идейных устремлений. В экспозиции были представлены произведения, выполненные во всех основных видах изобразительного искусства: живопись, скульптура, графика, плакат, дпи, театр.
Общее количество участников составило 324 человека. В значительном числе — художников на тот момент уже хорошо заметных: Ян Антонышев, Сергей Бакин, Александр Быстров, Юлия Вальцефер, Светлана Ведерникова, Андрей Ветрогонский, Михаил Гавричков, Игорь Ганзенко, Михаил Едомский, Лев Дутов, Латиф Казбеков, Михаил Карасик, Владимир Качальский, Павел Кашин, Владимир Козин, Гафур Мендагалиев, Артур Молев, Алексей Парыгин, Виктор Пермяков, Александр Позин, Виктор Ремишевский, Владимир Румянцев, Евгений Свердлов, Марина Спивак, Александр Ступак, Иван Тарасюк, Александр Флоренский и другие.
Творчество ленинградских художников в этот период также было широко представлено на республиканских и всесоюзных выставках в Москве, на тематических и специализированных выставках (пейзажа, портрета, натюрморта, графического, театрального, декоративно-прикладного искусства, акварели, офорта), на зарубежных выставках советского искусства.

## Галерея

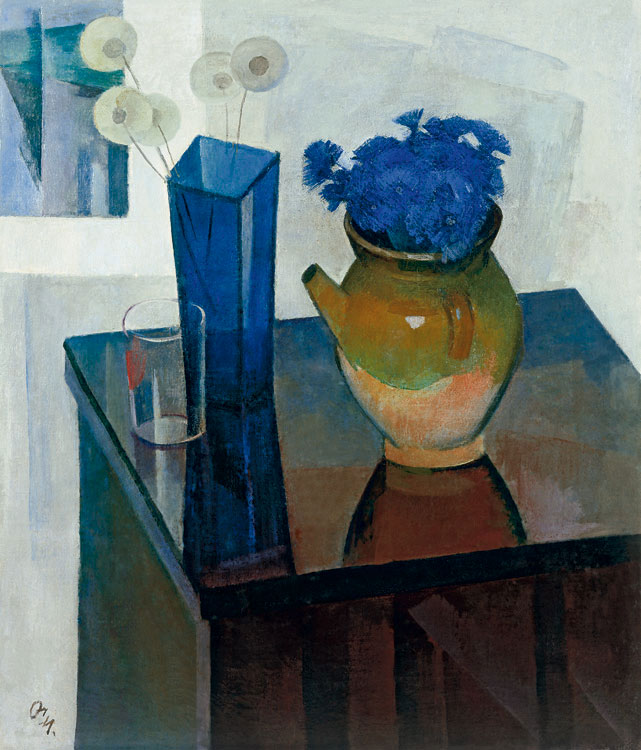
С. Осипов. Васильки. 1976
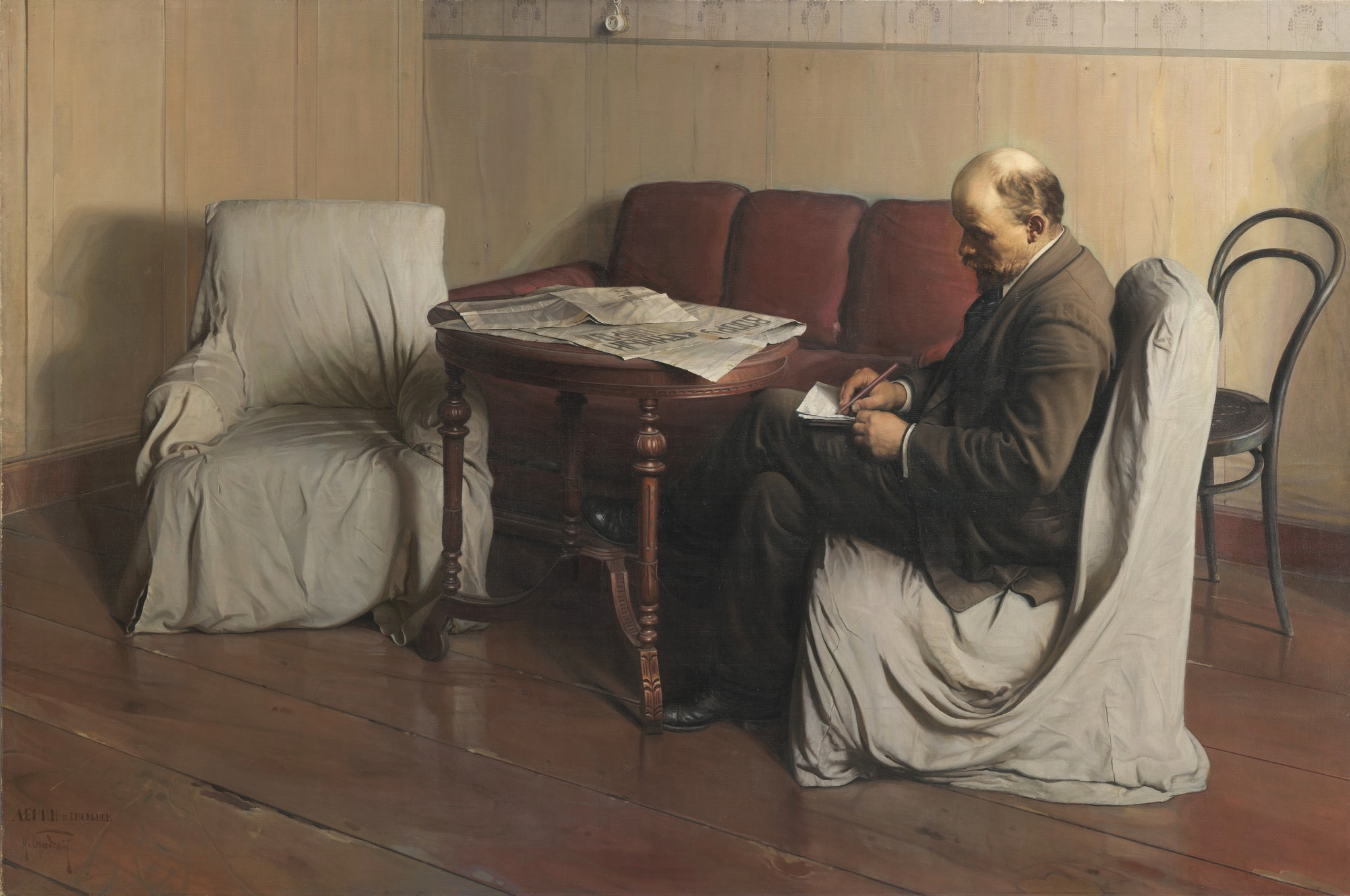
И. Бродский. Ленин в Смольном. 1930
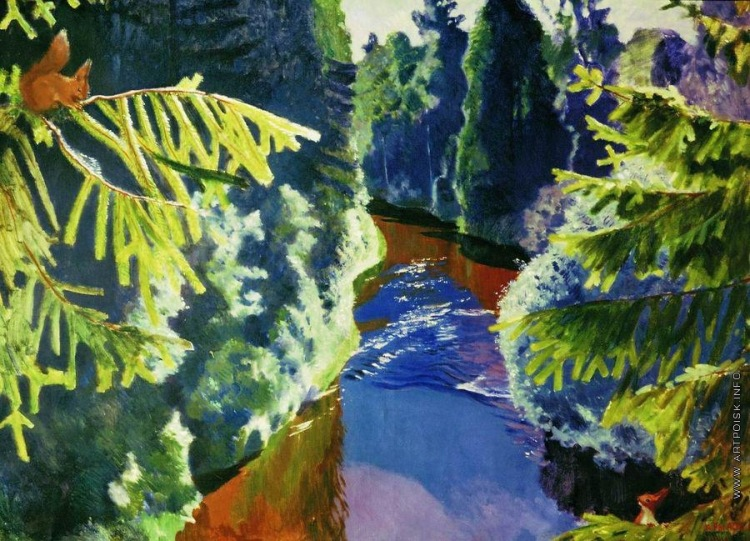
А. Рылов. Лесная река. 1929
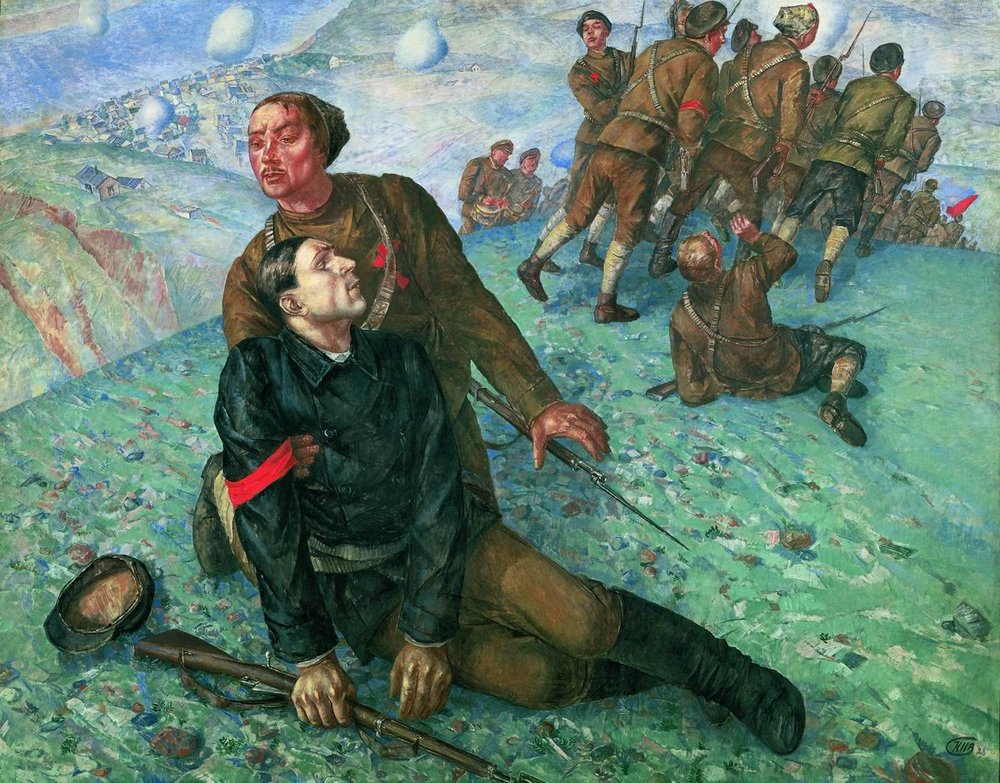
К. Петров-Водкин Смерть комиссара. 1928.
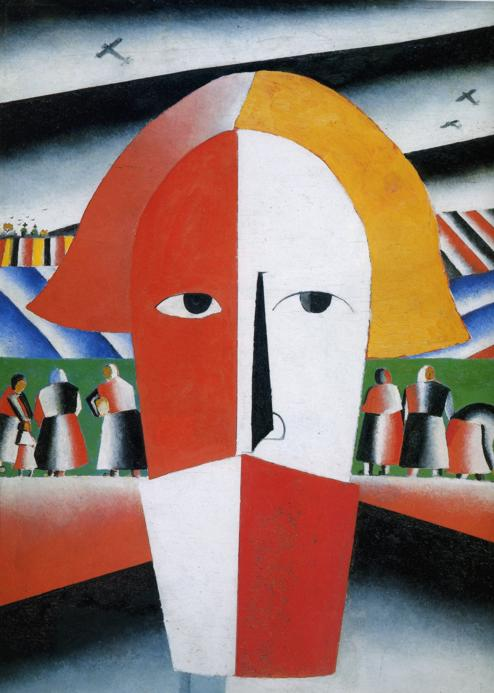
К. Малевич Голова крестьянина. 1930
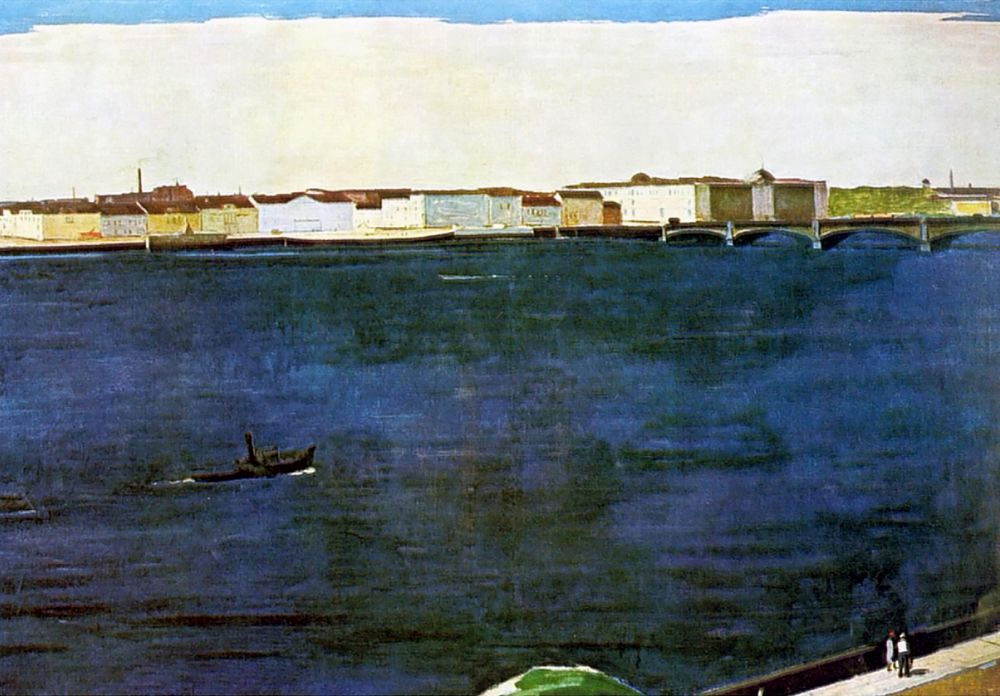
А. Карев Нева. 1934
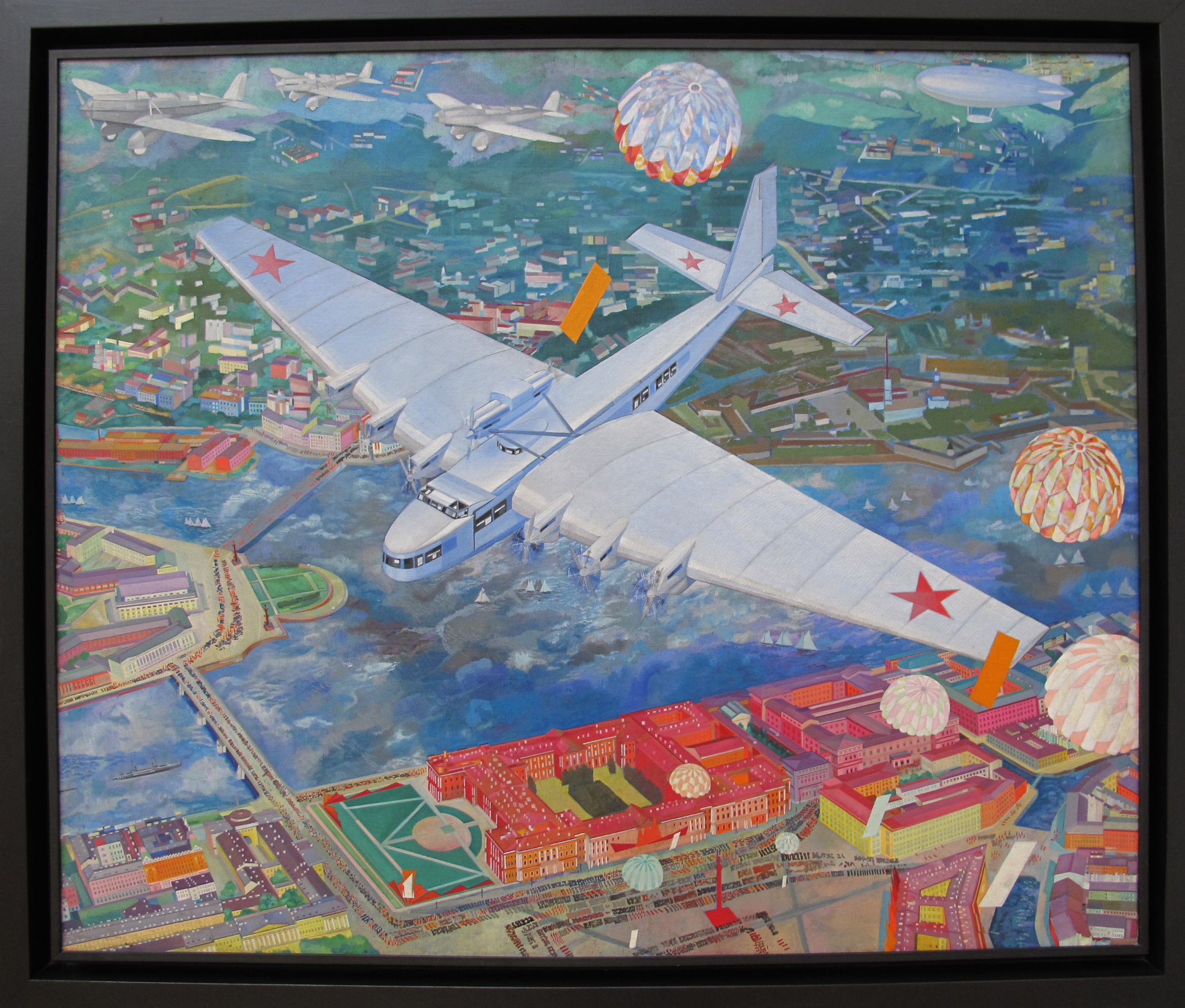
В. Купцов Самолёт Максим Горький АНТ-20. 1934
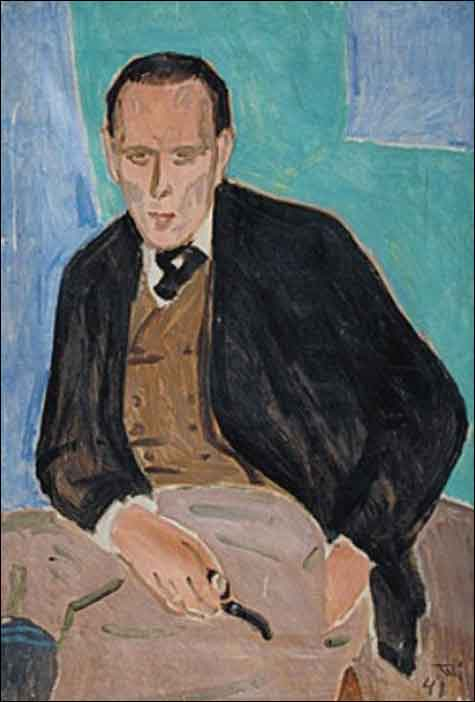
В. Гринберг Портрет Даниила Хармса. 1941
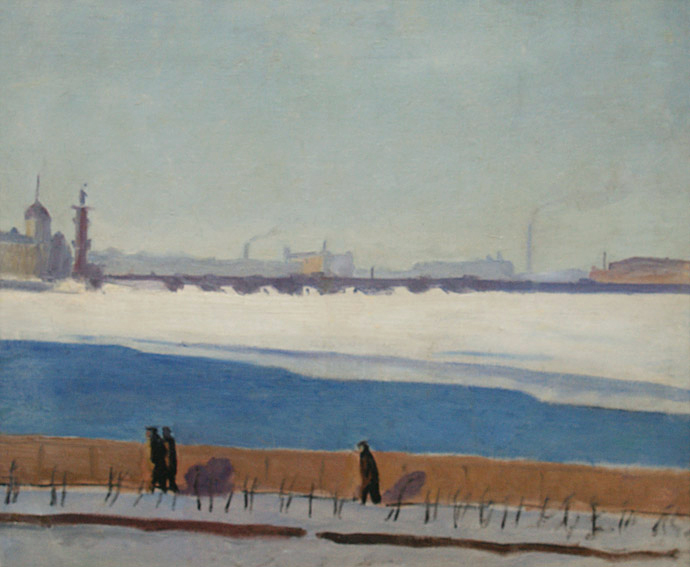
Н. Лапшин Вид на Неву с Ростральной колонной . 1930-е
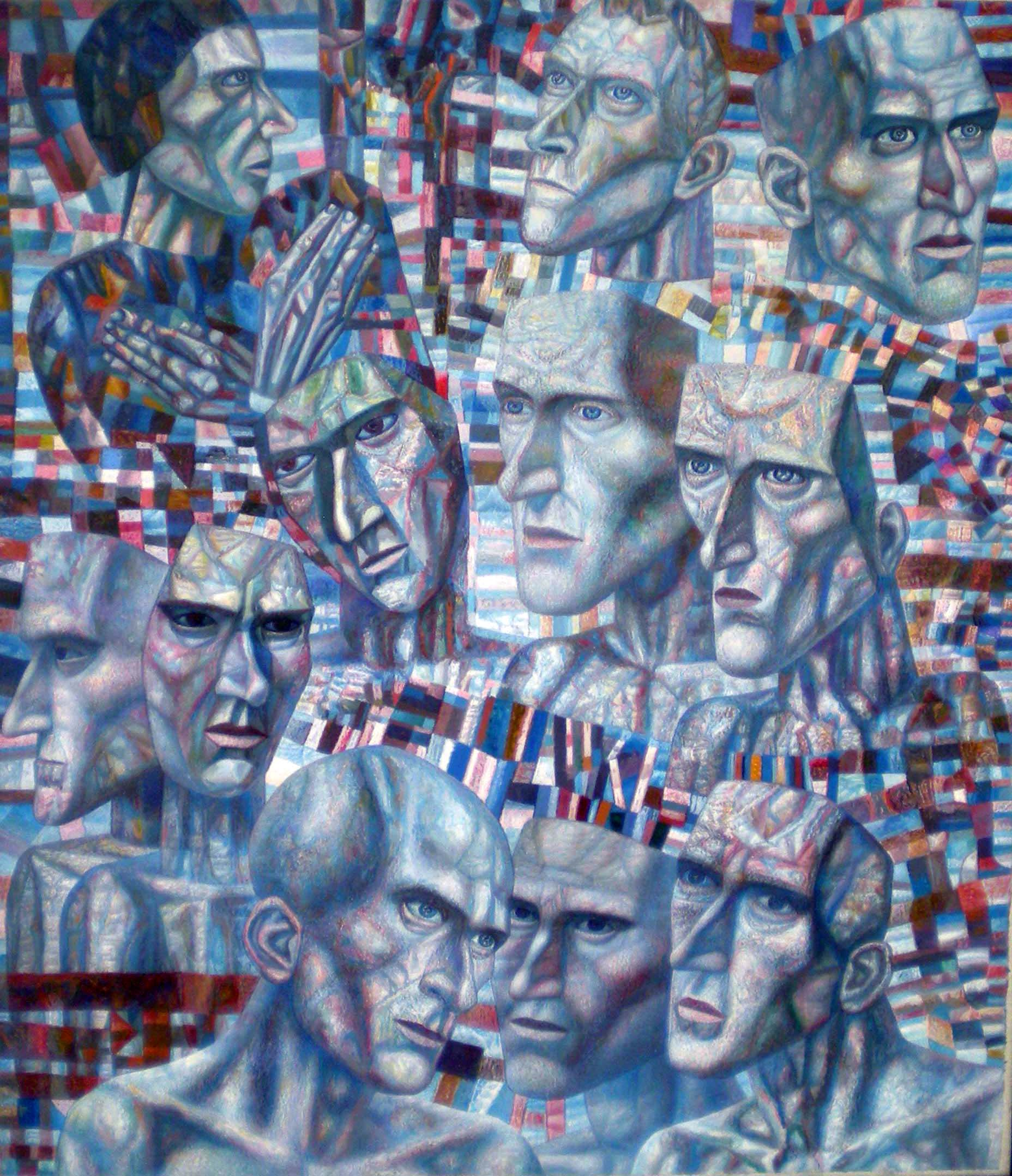
П. Филонов Ударники. 1935
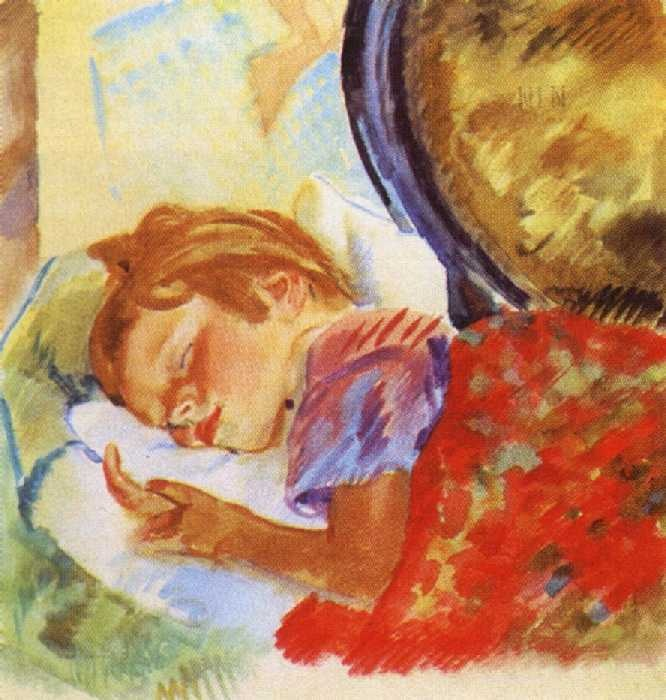
Н. Тырса Спящая девочка. 1929
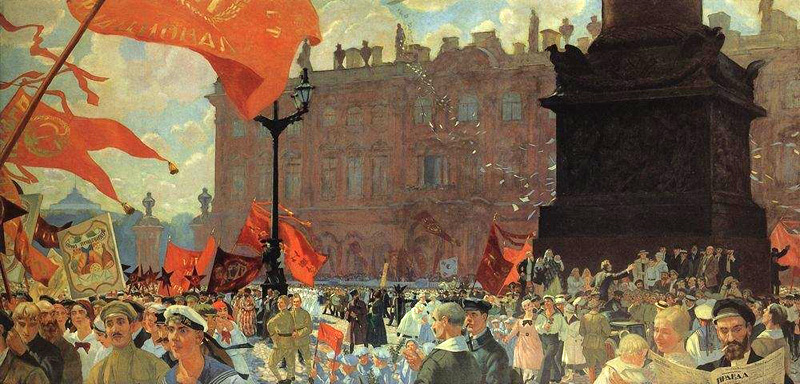
Б. Кустодиев Праздник в честь 2-го конгресса Коминтерна на площади Урицкого. 1921.